# Luděk Pečenka
Luděk Pečenka (* 30. listopadu 1952 Praha) je bývalý český fotbalový záložník.

## Fotbalová kariéra
Začínal ve Slavii Praha, kde do 19 let hrál i hokej. Po vojně ve VTJ Tachov hrál za Opavu a poté přestoupil do Spartaku Hradec Králové, kde v československé lize nastoupil ve 27 ligových utkáních a dal 1 gól.

## Ligová bilance
| Ročník                                   | Zápasy | Góly | Minuty | Klub                   |
| ---------------------------------------- | ------ | ---- | ------ | ---------------------- |
| 1. československá fotbalová liga 1980/81 | 27     | 1    | 2026   | Spartak Hradec Králové |
| Česká národní fotbalová liga 1981/82     | 27     | 2    | -      | Spartak Hradec Králové |
| Česká národní fotbalová liga 1982/83     | 23     | 3    | -      | Spartak Hradec Králové |
| 1. LIGA CELKEM                           | 27     | 1    | 2026   |                        |